# Orden de San Sava
La Orden de San Sava fue una orden de caballería del Reino de Serbia y más tarde del Reino de Yugoslavia. Establecida por Milán I el 23 de enero de 1883 y abolida por el gobierno comunista en 1945. La Orden de San Sava fue creada originalmente para reconocer a los civiles por sus logros meritorios hacia la Iglesia, las artes y las ciencias, la Casa real y el Estado. En 1914 un cambio fue hecho permitiendo al personal de las fuerzas armadas recibir este honor por mérito militar. El rey, en su exilio británico y luego americano, continuó concediendo la orden y, el pretendiente actual, su hijo, se llama a sí mismo Gran Maestro de la Orden de San Sava.

## Historia

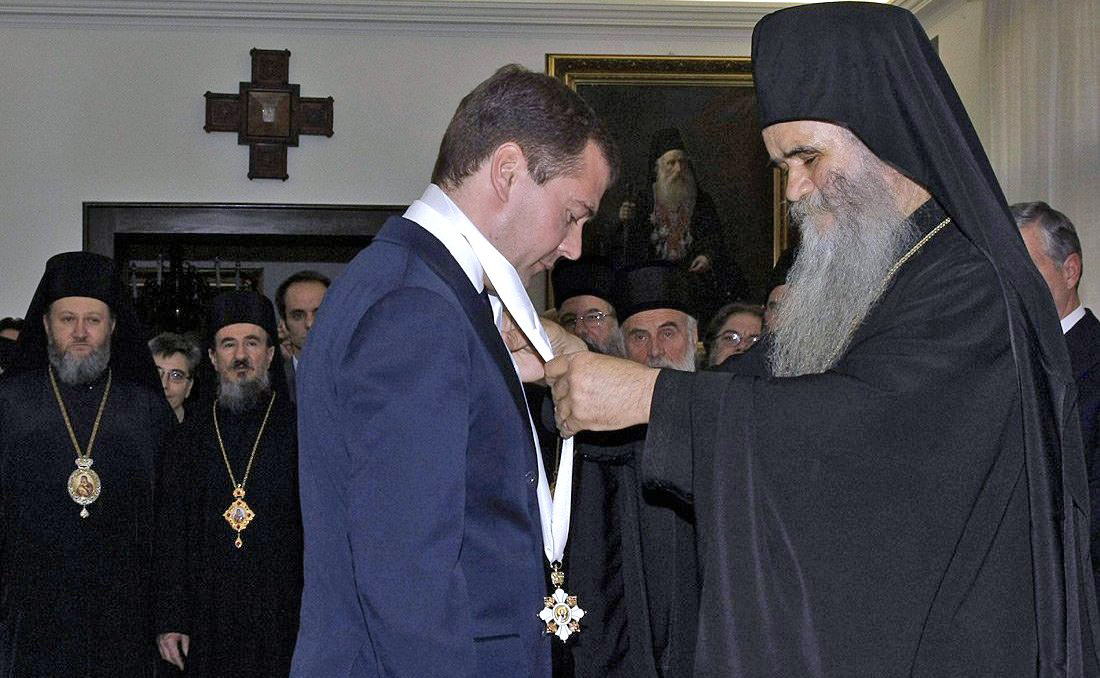
Medvédev recibe la Orden (2009) de manos del metropolitano Amfilohije de Montenegro y el Litoral, arzobispo de Cetiña.

La orden fue establecida para premiar el mérito en el campo del arte y la ciencia, pero el 22 de noviembre de 1914 se decidió que los miembros de las fuerzas armadas también serían incluidos. El proyecto de ley del 23 de enero de 1883 en el que se instituyó la Orden de San Sava menciona también una segunda orden de caballería serbia: la Cruz de Takovo luego actualizada como Orden de la Cruz de Takovo.
San Sava de Serbia (1175-1236) es un santo cristiano ortodoxo. Fue el primer arzobispo ortodoxo de Serbia y fundador de la Iglesia Ortodoxa Serbia autocéfala. Sava, cuyo verdadero nombre era Rastko Nemanjić, nació como el hijo menor del gran župan de Raška, Esteban Nemanja (fundador de la Casa de Nemanjić, del estado medieval serbio, y canonizado con el nombre de san Simón), y de Ana de Bosnia (luego canonizada como santa Anastasia de Serbia); y hermano por lo tanto, del primer rey de Serbia, Esteban I Nemanjić.

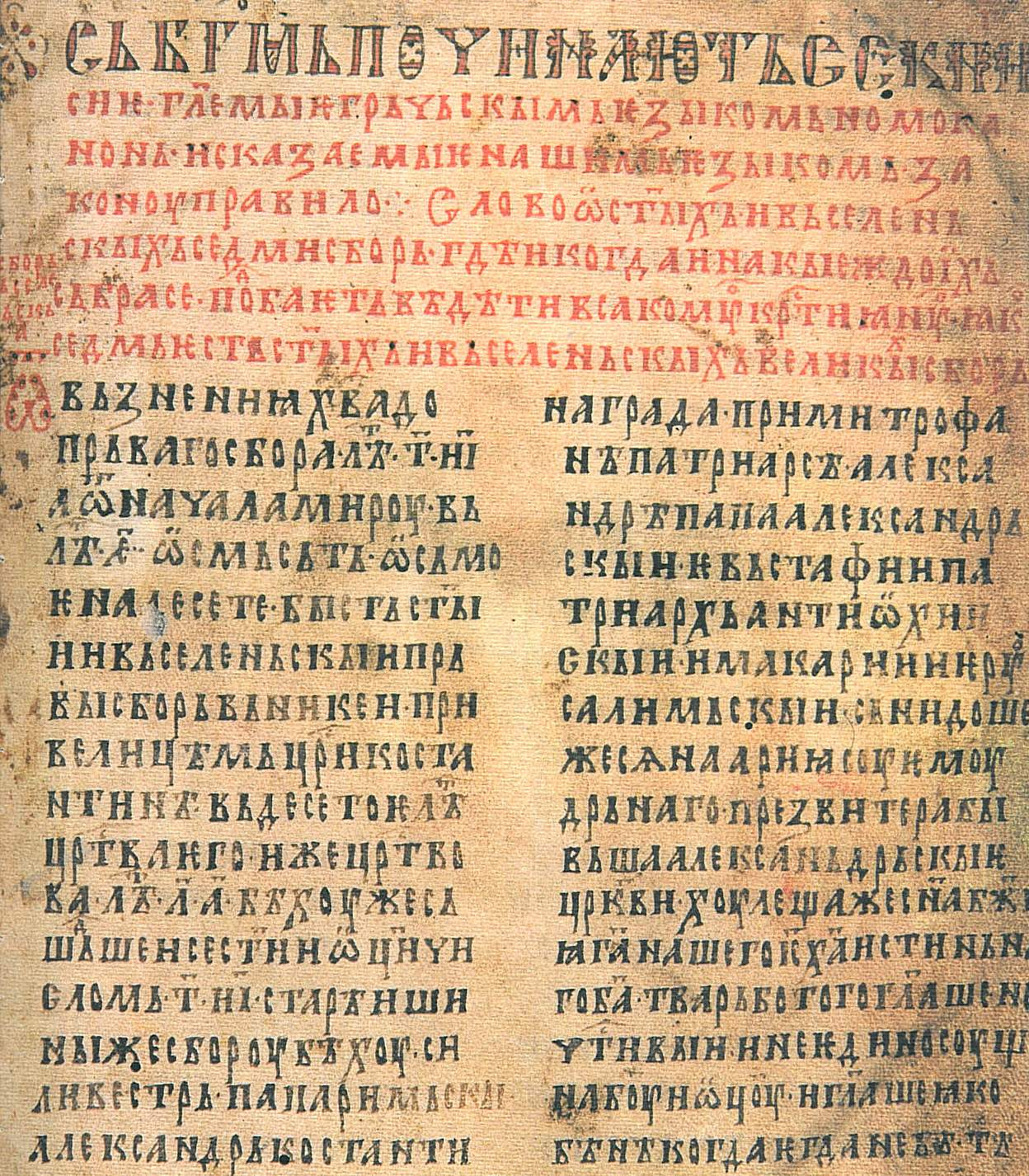
Primera página del Nomocanon de San Sava, manuscrito de 1262.

Sava fue fundador de monasterios, mediador en guerras civiles, primer arzobispo de Serbia y autor del Nomocanon que es el primer registro escrito de ley serbia. Uno de los santos más importantes en Serbia, san Sava es patrón de la educación y la medicina. El 27 de enero es el día en que la iglesia serbia conmemora a este santo, y es la fiesta de la Orden de caballería que lleva su nombre.
Es esta relación del santo con la literatura y la legislación la que vincula su nombre a una Orden que premia las artes y las ciencias.
La república yugoslava ha eliminado tanto las órdenes del Reino de Serbia como las de su sucesor temporal el Reino de Yugoslavia en 1945 y depuesto el rey, pero este consideró ilegales esas decisiones. Continuar con el acto de conferir esta y otras órdenes de Yugoslavia puede ser visto como actos de un rey reinante (fons honorum) pero no dejan de ser órdenes dinásticas por lo que son actos permitidos por las leyes y los usos internacionales.

## Grados
Cinco grados fueron conferidos: 
- Gran Cruz , con una medalla de oro[2] acompañada por un gran lazo o banda que baja del hombro derecho a la cadera izquierda. Lleva también una placa con la cruz[2] en la parte izquierda del pecho.
- Gran Oficial , la medalla de oro se lleva en una cinta alrededor del cuello. La placa con cruz es ligeramente más pequeña que la de la clase anterior[3] y se lleva sobre el pecho derecho.
- Comendador , la medalla de oro se porta[3] en una cinta alrededor del cuello.
- Oficial , la medalla de oro[3] se lleva colgada en una cinta sobre el pecho izquierdo.
- Caballero , la medalla de plata[3] se lleva pendiente de una cinta en el pecho izquierdo.

El término "oro" debe entenderse en todos los casos y en todos los grados como de "plata dorada".

## Tipos de Condecoraciones
La insignia de esta condecoración es una cruz de malta de plata sobredorada, de ocho puntas (rematadas en pomos dorados), y esmaltadas de blanco con bordes azules tanto en su anverso como en su reverso. En el centro se coloca un medallón oval delimitado con un amplio anillo azul de esmalte en el que se lee el lema de la orden: "Todo se hace por propios esfuerzos" (con letras en oro y escritura cirílica). En el centro del medallón una imagen del santo ortodoxo sobre fondo blanco, en la que luce una capa roja (en las más antiguas cruces y placas). En 1921 se renovó la imagen del gran santo cambiando a azul el color del manto, y más tarde cambió nuevamente el color del manto, en algunas cruces y placas, pero esta vez a azul verdoso.
Entre los brazos o aspas de la cruz hay 4 águilas coronadas, bicéfalas y doradas, y en sus vientres portan las armas de Serbia en esmalte de color rojo, blanco y oro.
Por sobre la cruz un soporte o estribo la une a una corona de oro en el caso de las cruces y las insignias.
En el reverso de las cruces de la Dinastía Obrenovic el medallón tiene el monograma del fundador en esmaltes dorado y rojo sobre fondo blanco, en las cruces de la Dinastía Karadjordjevic, a partir del 24 de noviembre de 1904, se reemplazó el monograma por el año "1883". En ambos casos el anillo esmaltado de azul que rodea el medallón ovalado posee una corona de laureles dorados.
Cuando se hizo la condecoración no había registro pictográfico alguno en toda Europa de San Sava por lo que los diseñadores debieron consultar la iconografía de la Iglesia Ortodoxa Oriental. Los íconos de San Sava en efecto y desde hace siglos no son verídicos sino que apenas representan un imaginario reconocible para los creyentes. Por lo general retratan un hombre de edad adulta (aproximadamente 60 años) muy barbudo y con túnica de obispo. Siempre es retratado como prelado con vestiduras litúrgicas, los otros atributos pueden variar de ícono en ícono.
| |                                             |
| 4.ta Clase: Insignia de la Orden De izq. a der.: Modelo 1883-1903 (anverso y reverso), Modelo 1904 (reverso) | Placa y cruces de los 1.os años de la orden |

## Tipos de Cruces y Placas Existentes
Hay tres tipos de cruces y placas:
- El primer tipo, desde los años 1883 - 1904, tiene una imagen muy detallada del santo en una túnica roja,[5] con un palio azul, una cruz pectoral ortodoxa y la mitra ortodoxa, muy similar a una corona ante los ojos de la Europa occidental. El santo tiene su mano derecha en posición de prestar/tomar juramento y tiene una aureola roja alrededor de su cabeza. En su mano izquierda el santo sostiene un cayado pastoral ortodoxo con dos cabezas de serpiente. En el reverso un monograma con las letras "MI".
- El segundo tipo, desde los años 1904 - 1921, tiene una imagen del santo en una túnica roja con menos detalles que la anterior.[6] Uno puede ver en la dalmática algunos depósitos o trazas de oro o dorados. El hábito coral o pluvial del santo es oscuro, pero únicamente en forma esquemática. La anatomía del brazo que tiene levantado en gesto de imponer o tomar juramento es deficiente. El palio y la mitra ortodoxa se mantienen, pero la cruz pectoral ortodoxa en oro no se encuentra en esta versión. En el reverso la fecha "1883" en dorado sobre fondo esmaltado blanco.
- El tercer tipo, desde los años 1921 - 1941, tiene una imagen muy detallada del santo en una túnica azul o azul-verde.[7] El palio es ahora blanco y lleva una cruz latina bordada en rojo. La aureola del santo no es circular , sino más bien un disco de oro grande colocado detrás de la sagrada cabeza. El báculo ortodoxo en la mano izquierda del santo ha sido reemplazado por un libro abierto enseñando un texto esquemático en escritura cirílica. La derecha muestra un breve cetro de oro con una cruz latina de color rojo. En el reverso el año "1883".

Los muchos fabricantes y los tres tipos de medallones manufacturados de la Orden de San Sava, la han hecho popular o coleccionable y un objeto de estudio para los especialistas en falerística. Es una orden que se ha distribuido, tanto dentro como fuera del país de origen, con mano generosa por lo que no es escasa en los mercados de coleccionismo y antigüedades. Por ejemplo, hay 10 diferentes versiones de la Cruz de Caballero y esta variedad y abundancia hace que los precios no sean particularmente altos. Un hermoso ejemplar de Cruz de Comendador de la Orden de San Sava del siglo XIX fabricado por Rothe & Neffe en Viena, costó en 1981 alrededor de 300 florines, en 2003 tal cruz obtuvo un valor de 200 euros. Debe recordarse que la gran variabilidad de calidades en las diferentes cruces fabricadas facilita la posibilidad de encontrar precios más bajos o accesibles.
La placa de la orden tiene forma de estrella de ocho puntas con rayos de plata de facetas cortadas. Esto genera un efecto de absoluta dispersión de la luz como si la estrella estuviera engastada de diamantes talla brillante. En el centro de la placa en forma de estrella se encuentra la cruz insignia de la Orden pero sin la corona real ni el soporte del resto de las cruces. El tamaño de la cruz varía, esta es por lo general más alta que ancha, lo que implica que los rayos diagonales y horizontales deben ser menores que los rayos verticales de la estrella. Llama la atención la disposición de que ambas placas, contrariamente a la práctica en otras órdenes de caballería serbo-yugoslavas, pueden ser usadas en el lado derecho del pecho.
En medio de la estrella por su reverso, hay un escudete de plata redondo montado por el joyero. Las placas en forma de estrella se pueden lucir gracias a este soporte redondo en el que se inserta un pasador que atraviesa los correspondientes ojales del traje o uniforme, o perfora la tela del vestido.
Las placas estaban destinadas a los grandes dignatarios y personalidades prominentes, por lo que sus cruces fueron manufacturadas con distinción. Los errores de terminación o embellecimiento como la omisión del esmalte de los cuatro escudos de armas por lo tanto no están presentes en estas piezas.
La banda de la orden es de moaré de seda blanca con dos franjas azul celeste estrechas y paralelas a su borde que vuelve a ser blanco. En Serbia las cintas de las cruces fueron especialmente enviadas a confeccionar a Austria en la tradicional forma triangular que caracteriza las condecoraciones de ese país. Se pliega la cinta sobre una corredera triangular, metálica o de cartón, que sujeta la cruz a la cinta por medio de un lazo o anillo en la parte trasera.
En principio la orden no se concedía a las mujeres por lo que no hay decoraciones especiales para ellas como cruces con lazos, etc. La orden no pertenece a las más elevadas distinciones de Serbia y Yugoslavia y por consiguiente no se adjudicaron cruces o placas "con diamantes". La orden no cuenta con cadena ni adornos especiales para los heraldos y los oficiales. La repentina decisión tomada en 1914 de incluir militares en una orden reservada a artistas y científicos no ha dado lugar a un cambio en las condecoraciones disponibles. No hay una cruz, placa o conjunto "con espadas". La cinta de la orden se mantuvo sin cambios durante la Primera Guerra Mundial.

## Órdenes homónimas
Desde 1945 el galardón más alto presentado por la Iglesia ortodoxa serbia también fue denominado como Orden de San Sava. Esta orden -a diferencia de la que tratamos en el artículo principal- consta solo de 3 clases.

### Orden"Americana"de San Sava
Hay también una organización fraternal o hermandad con un nombre similar, la Leal Orden de San Sava, creada para fomentar interacciones sociales entre residentes serbo-americanos de Milwaukee, Wisconsin. Estos serbo-estadounidenses procedían de comunidades exiliadas de monárquicos y la asociación que crearon tiene como fin reunir a los serbios en el extranjero y mantener contacto entre las distintas comunidades de la diáspora realista. Esta condecoración no otorga el tratamiento de caballero sino nominalmente. Los miembros recaudan dinero para materiales de aprendizaje, becas y decoración de las iglesias ortodoxas orientales y monumentos conmemorativos del papel de la comunidad serbia.

## Receptores de la Orden
- Albert Besson, médico francés
- Gran duquesa Olga Aleksándrovna de Rusia
- Reina Juana de Bulgaria
- Heinz Guderian
- Zarévich Alekséi Nikoláyevich Románov de Rusia
- Nikola Tesla
- Anna Coleman Ladd
- Augusto Lumière,
- Novak Đjoković, 1ª clase, otorgada el 28 de abril de 2011
- Dmitri Medvédev
- Helen Keller
- John Hartnell-Beavis
- Anne Sullivan
- István Kováts, 3ª clase
- Karl Malden
- Vlade Divac
- Dejan Bodiroga
- Vladímir Putin
- Emir Kusturica
- Stepa Stepanović
- William Timlin
- Vidkun Quisling
- Dragoljub Mihailović, 25 de enero de 1928.
- Aleksandr Karelin, otorgada el 9 de febrero de 2013
- Reverendísimo Marko B. Todorovich, 2015
- Rev. Henry Joy Fynes-Clinton, 2ª clase en 1918 y 1ª clase en 1921
- Tte. Cnel. Herbert St Maur Carter, D.S.O., M.D., Cirujano británico del Cuerpo Médico del Ejército Real y de la Cruz Roja Británica; 3ª Clase (1917).
- Peter Norman Nissen[10]
- Princesa Olga de Grecia y Dinamarca[11]
- Catalina, princesa heredera de Yugoslavia[12]
- Princesa Catalina de Yugoslavia, 16 de agosto de 2016
- Príncipe Alejandro Pavlov de Yugoslavia
- Reverendísimo Archimandrita Nektarios Serfes
- Reina Kapiolani de Hawái, 1883[13]